# Alberic van Stavelot
De zalige Alberic van Stavelot, ook Alberik, Albric of Alderic, (gestorven in 779) was de 13e abt van de dubbel-abdij van Stavelot-Malmedy. 

## Levensloop
Over de jeugd en de opleidingen van Alberic is niets bekend. Hij werd in 750 of 770 abt van Stavelot-Malmedy. Na 770 breidde hij de bezittingen van de abdij uit met het belangrijke goed Wandelaicus mansus (dat ongeveer overeenkomt met het grondgebied van het huidige dorp Baillamont in de gemeente Bièvre) dat hij verkreeg van koning Pepijn de Korte. Het was centraal gelegen op het grondgebied van de bezittingen van de koning van wie hij een bondgenoot was. Hij omschreef Pepijn als senior meus.
Het feest van Alberic wordt gevierd op 28 oktober samen met vier andere abten van deze abdij.